# Medresa Khojamberdibi
Medresa Khojamberdibi je arhitekturni spomenik v mestu Hiva v regiji Horezm v Republiki Uzbekistan. Spomenik je bil zgrajen leta 1688 in obnovljen leta 1834. Stoji v Ičan Kali, neposredno pred veliko večjo medreso Alla Kuli Kana.
Leta 2019 ga je uzbekistanska vlada uvrstila na nacionalni seznam objektov oprijemljive kulturne dediščine in je prejela državno zaščito.

## Zgodovina
Medresa Khojamberdibi stoji vzhodno od Palvanskih vrat (Palvan-Darvaza) in so jo leta 1688 zgradili lokalni posestniki. Medresa Khojamberdibi je bila prva medresa, zgrajena v Palvan Darvazi leta 1688.  .
150 let pozneje, leta 1834 je hivski kan Allah Kuli izbral ta kraj za gradnjo nove medrese in mošeje za Kutluga Murada Inaka. Medtem ko se je gradila nova medresa z imenom Olloqulixon, je bila medresa Khojamberdibi obnovljena z dvema dvoriščema in vrati, obrnjenimi proti zahodu. Mošeja in sosednji prostori so bili ohranjeni iz zgodnejše medrese. V ta namen je bila med drugim uničena glavna stena medrese Khojamberdibi. Preostanek stare medrese je bil razrezan na dva dela. Veliki deli so služili kot temelj nove medrese. Velik zatrep medrese je bil porušen, na njegovem mestu pa je bil zgrajen nizek prehod, ki je povezoval dvorišča – vhodno poslopje.

## Arhitektura
Sprva je bila medresa Khojamberdibi zgrajena z mošejo, 10-12-sobno (kasneje 16) stavbo z dvoriščem in kvadratnim tlorisom (20 x 38 m). Iz preprostega enokupolnega vhoda (3,0 x 3,0 m) vodi hodnik do dvorišč in medrese Olloqulixon. Na severnem dvorišču (11,7 x 9,8 m) je 10 sob, na južnem dvorišču (4 x 7 m) pa 6 sob in učilnica (3,5 x 3,5 m); mihrab na steni učilnice kaže, da je bila uporabljena kot mošeja. Videz stavbe je podoben arhitekturni obliki medrese Olloqulixon, sobe so nizke, včasih s kupolami, brez okrasja; le vhodna vrata so okrašena z lesenimi rezbarijami. Ko je bila medresa zgrajena, je imela v vogalih verande, kjer so v najbolj vročem delu dneva počivali učitelji in učenci medrese.